# Mokša (rijeka)
Mokša (rus. Мо́кша) je rijeka u Rusiji, desna pritoka rijeke Oke. Duga je 656 kilometara. 